# Font Vella (Palafrugell)
La Font Vella és una obra eclèctica de Palafrugell (Baix Empordà) protegida com a Bé Cultural d'Interès Local.

## Descripció
La font es troba sobre un pedestal amb quatre graons de pedra quadrangulars d'angles arrodonits. És una alta pilastra motllurada rematada amb el fanal de vidre muntat amb ferro amb un coronament ornamental metàl·lic. La part inferior té un basament de més gruix del qual surt un broc mot predominant pel qual rajava la font sobre una pica exempta en forma de copa, també metàl·lica.

## Història
La font dona nom al carrer. Actualment està inutilitzada i només serveix com a fanal. L'aigua provenia d'una abundosa deu situada dins la finca que actualment és el casal popular. Al costat de la font i havia un safareig i basses actualment soterrats sota el nivell del carrer i encara conservats en bona part segons s'ha pogut comprovar en alguna ocasió en fer-hi obres. Actualment la mateixa deu alimenta d'aigua el safareig de la font. Safareig públic que es troba al sector meridional del carrer Ample.